# Ficimia ramirezi

Ficimia ramirezi är en ormart som beskrevs av de amerikanska herpetologerna Hobart Muir Smith och David A. Langebartel 1949. Ficimia ramirezi ingår i släktet Ficimia, och familjen snokar. IUCN kategoriserar arten globalt som otillräckligt studerad. Inga underarter finns listade.

## Utbredning
Ficimia ramirezi förekommer endast i avrinningsområdena till Mexikanska golfen vid Tehuantepecnäset. Den har påträffats i bergstrakter på mellan 500 och 1000 meters höjd över havet.

## Habitat
Snoken trivs i torr skog och är en jordlevande art som ofta återfinns under stenar. 